# Abdel Rahman Magdy
Abdel Rahman Magdi Sobhi Mohamed, noto semplicemente come Abdel Rahman Magdy (in arabo عبد الرحمن مجدي‎?; 12 settembre 1997), è un calciatore egiziano, attaccante del Pyramids.

## Caratteristiche tecniche
È un esterno offensivo.

## Carriera

### Club
Inizia a giocare a calcio nelle giovanili del Tersana, che nel 2017 lo cede all'Ismaily.

### Nazionale
Dopo aver vinto la Coppa d'Africa Under-23 nel 2019, nel 2021 prende parte ai Giochi Olimpici di Tokyo con la selezione olimpica.

## Statistiche

### Presenze e reti nei club
Statistiche aggiornate al 30 marzo 2023.
| Stagione        | Squadra         | Campionato      | Campionato | Campionato | Coppe nazionali | Coppe nazionali | Coppe nazionali | Coppe continentali | Coppe continentali | Coppe continentali | Altre coppe | Altre coppe | Altre coppe | Totale | Totale | Totale |
| Stagione        | Squadra         | Comp            | Pres       | Reti       | Comp            | Pres            | Reti            | Comp               | Pres               | Reti               | Comp        | Pres        | Reti        | Pres   | Reti   |        |
| --------------- | --------------- | --------------- | ---------- | ---------- | --------------- | --------------- | --------------- | ------------------ | ------------------ | ------------------ | ----------- | ----------- | ----------- | ------ | ------ | ------ |
| 2017-2018       | Ismaily         | PL              | 5          | 0          | CE              | 0               | 0               | -                  | -                  | -                  | -           | -           | -           | 5      | 0      |        |
| 2018-2019       | Ismaily         | PL              | 27         | 1          | CE              | 3               | 1               | CCL                | 8                  | 1                  | -           | -           | -           | 38     | 3      |        |
| 2019-2020       | Ismaily         | PL              | 31         | 8          | CE              | 1               | 0               | -                  | -                  | -                  | -           | -           | -           | 32     | 8      |        |
| 2020-2021       | Ismaily         | PL              | 4          | 1          | CE              | 0               | 0               | -                  | -                  | -                  | -           | -           | -           | 4      | 1      |        |
| 2021-2022       | Ismaily         | PL              | 25         | 4          | CE              | 2               | 0               | -                  | -                  | -                  | -           | -           | -           | 27     | 4      |        |
| Totale carriera | Totale carriera | Totale carriera | 92         | 14         |                 | 6               | 1               |                    | 8                  | 1                  |             | -           | -           | 106    | 16     |        |

## Palmarès

### Club

#### Competizioni internazionali
- CAF Champions League: 1

Pyramids: 2024-2025

### Nazionale
- Coppa d'Africa Under-23: 1

Egitto 2019